# La Cour-Marigny
La Cour-Marigny è un comune francese di 367 abitanti situato nel dipartimento del Loiret nella regione del Centro-Valle della Loira.

## Società

### Evoluzione demografica
Abitanti censiti